# Aron Menczer
Aron Menczer (geboren am 18. April 1917 in Wien; gestorben 7. Oktober 1943 im KZ Auschwitz-Birkenau) war von 1939 bis zu ihrer Auflösung im Mai 1941 Leiter der Wiener Jugendalijah.

## Leben

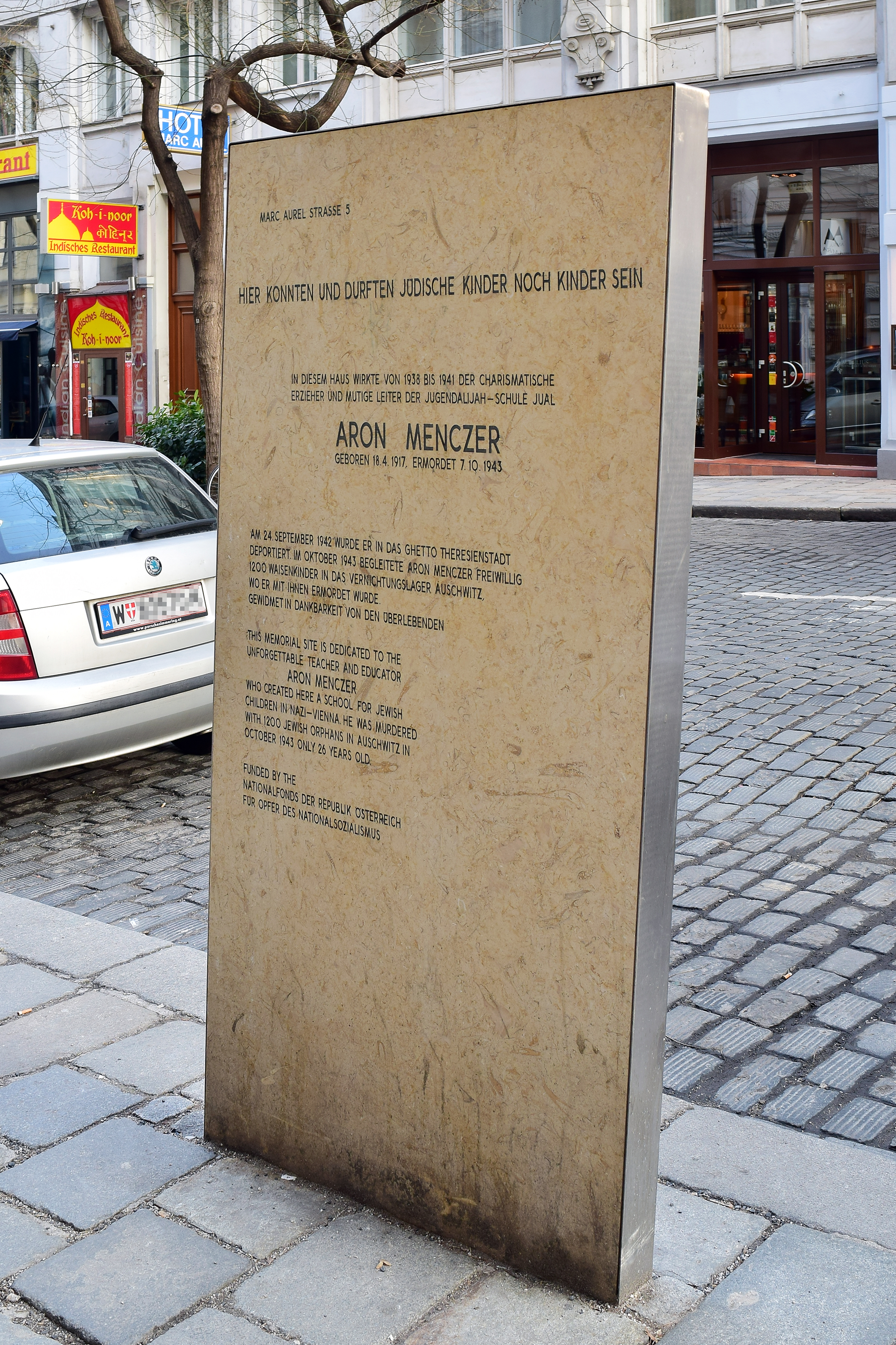
Gedenktafel für Aron Menczer vor der Marc-Aurel-Straße 5

Aron Menczer wurde am 18. April 1917 als vierter von sechs Söhnen von Bluma und Simcha Menczer geboren. Als Jugendlicher trat er in die Gordonia ein und übernahm 1938 eine leitende Funktion in der Jugendalijah. 1939 übernahm er die Leitung der Wiener Zweigstelle der Jugendalijah von Jehuda Weissbrod. In dieser Funktion brachte Menczer tausende jüdische Kinder außer Landes, mehrheitlich nach Palästina, aber auch nach Skandinavien oder mit Kindertransporten nach Großbritannien. Unter den von ihm Geretteten waren Persönlichkeiten wie Ora Kedem, Paul Grosz und Ari Rath.
Am 24. September 1942 wurde Aron Menczer nach Theresienstadt deportiert, u. a. gemeinsam mit Desider Friedmann und Robert Stricker. In der ersten Sitzung des vereinigten Hechaluz-Theresienstadt wurde Menczer im November desselben Jahres in den Vorstand gewählt.
Am 24. August 1943 erreichte ein Transport mit 1264 für einen Gefangenenaustausch vorgesehenen Waisenkindern und 20 Betreuern aus dem liquidierten Ghetto Bialystok Theresienstadt. 53 Freiwillige meldeten sich in Theresienstadt, um sich um diese Waisen zu kümmern, unter ihnen Ottla Kafka und Aron Menczer. Nachdem der Austausch nicht zustande gekommen war, wurden die überlebenden 1196 Waisen mitsamt den 53 Freiwilligen am 5. Oktober nach Auschwitz-Birkenau deportiert. Sie wurden unmittelbar nach ihrer Ankunft am 7. Oktober 1943 vergast.
Am 10. September 2021 wurde ihm zu Ehren der Bildungscampus Aron Menczer im 3. Wiener Gemeindebezirk eröffnet.